# 四色視覺

梅花雀视锥细胞的感光响应曲线，其感光范围从可见光到紫外线

四色視覺（英語：Tetrachromacy）是指生物体的眼球中有四種感色的视锥细胞（較人類多出感應紫外線的錐狀細胞），大部分鳥類具有此種特徵。
一般人類所繪製出的圖案對四色視覺者可能是難以理解的。